# Moldenhawera cuprea
Moldenhawera cuprea är en ärtväxtart som beskrevs av Johann Baptist Emanuel Pohl. Moldenhawera cuprea ingår i släktet Moldenhawera och familjen ärtväxter. Inga underarter finns listade i Catalogue of Life.